# Scriptum
Scriptum är ett finlandssvenskt bokförlag med verksamhet främst i Vasa, Österbotten. Förlaget grundades 1987 och Svensk-österbottniska samfundet samt Svenska Österbottens förbund för utbildning och kultur var dess huvudägare.när verksamheten lades ned år 2018. I samband med nedläggningen övergick förlagsverksamheten till företaget Boklund i Vasa.
Förlaget är främst inriktat på att ge ut litteratur med österbottnisk anknytning.